# Leng
Der Leng oder Lengfisch (Molva molva) ist ein Knochenfisch aus der Ordnung der Dorschartigen (Gadiformes). Mit einer Maximallänge von bis zu zwei Metern und einem Gewicht von bis zu 40 Kilogramm ist er einer der größten Vertreter der dorschartigen Fische.

## Merkmale
Der Leng hat einen langgezogenen Körper und kann bis zu 1,8 und selten auch 2 Meter lang und bis zu 40 Kilogramm schwer werden. Der lange Kopf besitzt ein endständiges Maul sowie eine unpaare Bartel am Unterkiefer, die länger als der Augendurchmesser ist. Der Rücken und die Flanken sind braun marmoriert, die Bauchseite gelb bis weiß gefärbt.
Die zweiteilige Rückenflosse besitzt 14 bis 15 vordere und 61 bis 68 hintere, die Afterflosse 58 bis 61 Flossenstrahlen. Sowohl die Rückenflossen als auch die Afterflosse besitzen einen hellen Saum. Die Bauchflossen sind kehlständig und setzen damit direkt unterhalb der Brustflossen an. Vom Blauleng (Molva dypterygia) kann man den Leng gut durch seinen dickeren Schwanzstiel unterscheiden.

## Verbreitung

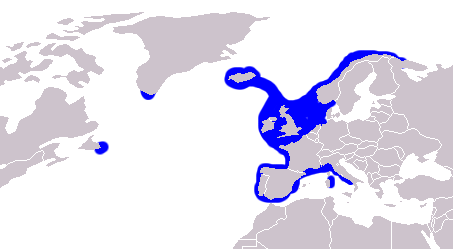
Verbreitungsgebiet

Der Leng lebt in den küstennahen Zonen des östlichen Atlantischen Ozeans von Skandinavien und Island bis zur Biskaya, außerdem in der Nordsee und dem Skagerrak. Gelegentlich ist der Fisch auch im westlichen Mittelmeer anzutreffen.

## Lebensweise
Die Fische haben eine demersale Lebensweise in Gebieten mit Wassertiefen bis 400 Metern. Als Raubfisch ernährt er sich von Fischen (Heringe, Dorsche, Plattfische), Krebsen, Kopffüßern und Seesternen.
Die Laichzeit des Leng liegt im April bis Juni, wobei die etwa einen Millimeter großen Eier in einer Tiefe von etwa 100 bis 200 Metern und Wassertemperaturen von etwa 7 °C abgegeben werden. Dabei legen die einzelnen Rogner bis zu 60 Millionen Eier, die im freien Wasser treiben. Die Jungfische leben die ersten drei Jahre ihres Lebens am Meeresgrund, die Geschlechtsreife erreichen die männlichen Tiere mit etwa 80 Zentimetern und die weiblichen mit etwa 90 bis 100 Zentimetern.

## Systematik
Der Leng ist neben dem Blauleng (M. dipterygia) und dem Mittelmeer-Leng (Molva macrophthalma) eine von drei Arten der Gattung Molva. Diese bildet gemeinsam mit der Quappe (Lota lota) als einziger Art der Gattung Lota sowie dem Lumb (Brosme brosme) die Familie der Quappen (Lotidae).